# Giulio Alary

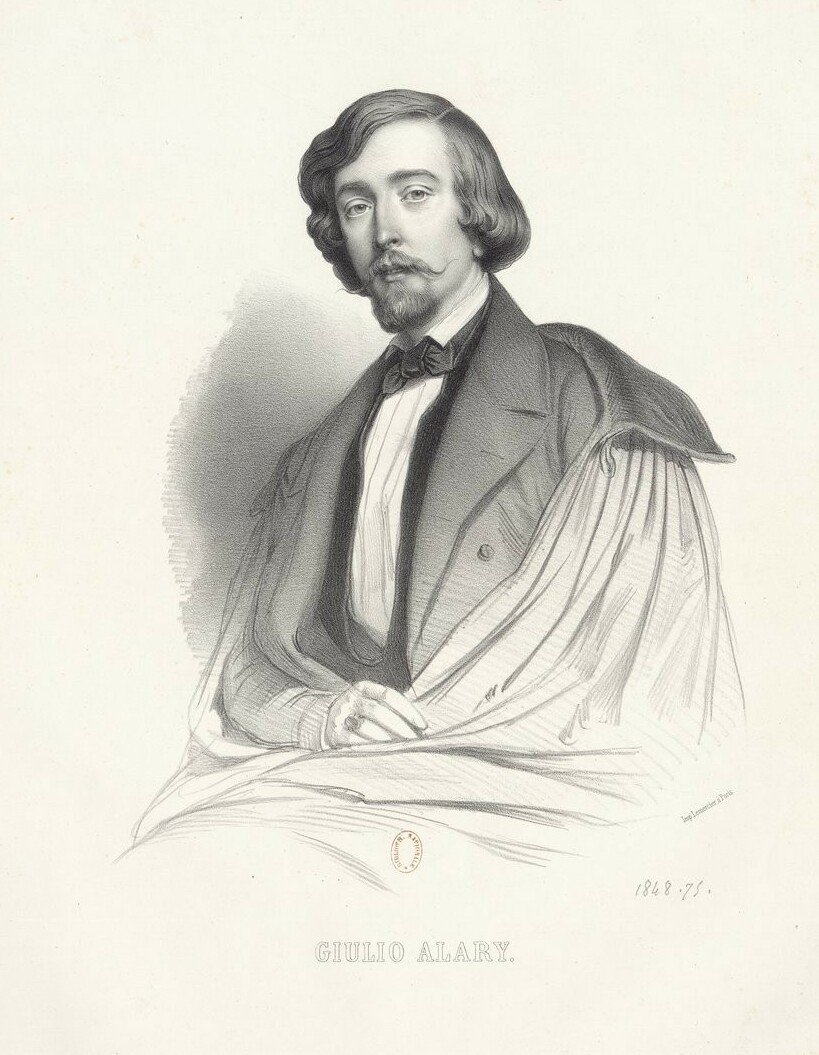
Giulio Alary.

Giulio Alary, o Alari (Mantova, 16 marzo 1814 – Parigi, 17 aprile 1891), è stato un compositore italiano.

## Biografia
Dopo gli studi al conservatorio di Milano e un periodo come flautista al Teatro alla Scala, nel 1835 (o nel 1838) si trasferì a Parigi, dove acquisì rapidamente una discreta notorietà e dove fu rappresentata la maggior parte dei suoi lavori. Nel 1853, per volontà di Napoleone III, divenne direttore del Théâtre des Italiens. Fu attivo anche come insegnante di canto e bibliotecario della Società di Musica Sacra e Classica, fondata dal principe della Moscova. Oltre alle opere, compose numerosi lavori per pianoforte e canto e pianoforte solo.

## Composizioni

### Opere teatrali
| Titolo                                           | Genere       | Atti | Librettista                            | Première         | Città, Teatro                     | Note                                   |
| ------------------------------------------------ | ------------ | ---- | -------------------------------------- | ---------------- | --------------------------------- | -------------------------------------- |
| Rosmunda                                         | opera seria  | 2    | Cassiano Zaccagnini                    | 10 giugno 1840   | Firenze, Teatro della Pergola     |                                        |
| Le tre nozze                                     | opera buffa  | 3    | Arcangelo Berrettoni e Emiliano Pacini | 29 marzo 1851    | Parigi, Théâtre des Italiens      | Da Monsieur de Pourceaugnac di Molière |
| Sardanapalo                                      | opera        | 5    | Emiliano Pacini                        | 16 febbraio 1852 | San Pietroburgo, Teatro Imperiale |                                        |
| L'orgue de Barberie                              | opera comica | 1    | M. de Léris                            | 24 dicembre 1856 | Parigi, Opéra Comique             |                                        |
| La beauté du diable                              | opera comica | 1    | Eugène Scribe e Émile de Najac         | 28 maggio 1861   | Parigi, Opéra Comique             |                                        |
| Le brasseur d'Amsterdam                          | opera        | 1    | Émile de Najac                         | 1861             | Ems, Teatro del Casinò            |                                        |
| La voix humaine                                  | opera        | 2    | Mélesville                             | 30 dicembre 1861 | Parigi, Opéra                     |                                        |
| Locanda gratis ossia Don Eutichio della Castagna | opera comica | 1    |                                        | 10 febbraio 1867 | Parigi, Théâtre des Italiens      | Da una commedia di Giovanni Giraud     |

### Altri lavori
- Piangi Catania misera, teco pianga il mondo, cantata per la morte di Vincenzo Bellini su testo di Garofolini, 1835
- Hommage à la Malibran, per canto e pianoforte, 1837
- Rédemption, mistero lirico (oratorio) in cinque parti, libretto di Emile Deschamps ed Emiliano Pacini. Parigi, Opéra, 14 aprile 1850
- Le mariage au lorgnon, operetta, 1877 al Palazzo Salviati (Roma)
- Le Lac de Come, barcarola per canto e pianoforte
- Gorgheggi ed esercizi per canto